# Катлап, Жанис Микелевич
Жа́нис Ми́келевич Ка́тлап (1907—1968) — латвийский и советский актёр театра и кино, лауреат Сталинской премии (1950), народный артист Латвийской ССР (1959).

## Биография
Родился 1 (14) октября 1907 года на хуторе Катлани (ныне Латвия).
Учился на драматических курсах Э. Фельдмана. С 1928 года — актёр Латвийского национального театра. Сценическим образам актёра свойственна внутренняя насыщенность, изящество внешнего рисунка, романтическая устремлённость. С 1948 года выступал как режиссёр.
Умер 13 ноября 1968 года в Риге, похоронен на рижском Лесном кладбище.

## Творчество

### Роли в театре
- 1940 — «Любовь Яровая» К. А. Тренёва — Михаил Яровой; «Дон Карлос» Ф. Шиллера — Дон Карлос
- 1941 — «Разлом» Б. А. Лавренёва — Артём Михайлович Годун
- 1948 — «Мартин Иден» Дж. Лондона — Мартин Иден; «В огне» Р. М. Блауманиса — Эдгар
- 1949 — «Сын рыбака» В. Т. Лациса — Оскар Клява; «Человек с ружьём» Н. Ф. Погодина — Иван Шадрин
- 1950 — «Горе от ума» А. С. Грибоедова — Александр Андреевич Чацкий
- 1951 — «Варвары» М. Горького — Цыганов
- 1952 — «Отелло» Шекспира — Отелло
- 1954 — «К новому берегу» В. Т. Лациса — Тауринь
- 1956 — «Иосиф и его братья» Я. Райниса — Иосиф
- 1967 — «Анна Каренина» Л. Н. Толстого — Алексей Александрович Каренин
- «Блудный сын» Р. М. Блауманиса — Крустынь

### Постановки
- 1957 — «Преступление и наказание» по Ф. М. Достоевскому
- 1959 — «Гамлет» Шекспира

### Фильмография
- 1941 — Каугурское восстание — Гедертс Сулайнис
- 1946 — Сыновья — Артур
- 1947 — Возвращение с победой — Толен
- 1949 — Райнис — Балашов
- 1956 — После шторма — Спрогис
- 1964 — Жаворонок — немецкий полковник

## Награды и звания
- Орден «Знак Почёта» (03.01.1956)
- Сталинская премия третьей степени (1950) — за исполнение роли Оскара Клявы в спектакле «Сын рыбака» В. Т. Лациса на сцене ЛатвАДТ имени А. М. Упита (1949)
- Народный артист Латвийской ССР (1959)